# Котков Василь Павлович
Василь Павлович Котков (нар. 22 жовтня 1947) — український радянський діяч, 1-й секретар Новобузького районного комітету КПУ Миколаївської області, 1-й заступник голови Миколаївської обласної державної адміністрації. Член Ревізійної Комісії КПУ в 1986—1991 р. Кандидат економічних наук (2000).

## Біографія
Освіта вища. Член КПРС.
Перебував на партійній роботі.
У 1983 — серпні 1985 року — 1-й секретар Єланецького районного комітету КПУ Миколаївської області.
У серпні 1985—1991 роках — 1-й секретар Новобузького районного комітету КПУ Миколаївської області. З 1990 року — голова Новобузької районної ради народних депутатів Миколаївської області.
24 серпня 1995 — 17 серпня 1996 року — 1-й заступник голови Миколаївської обласної державної адміністрації.
У 1997—2001 роках — директор Миколаївської державної сільськогосподарської дослідної станції (з 2000 року — Миколаївського інституту агропромислового виробництва Української академії аграрних наук) Миколаївської області.
Потім — на пенсії у місті Миколаєві Миколаївської області.

## Нагороди
- ордени
- медалі